# 이시연 (1980년)
이시연(李詩姸, 출생시 이름 이대학(李大鶴), 1980년 7월 24일 ~) 은 대한민국의 트랜스여성 배우, 가수, 모델, 방송인이다. 2001년 3월 패션쇼 '서울컬렉션'으로 데뷔하였다.
남자로 생활할 때 대학 재학 중 1999년과 2001년 안티 미스코리아 대회에 출전하였고, 대학을 휴학하고 여성 속옷 모델로도 활동하였다. 두사부일체 (2001) 와 색즉시공 (2002)에도 출연하였다. 2007년 11월 영화배우로 활동 중 성전환 수술을 받고 여성이 되었다. 성전환 후 이시연으로 이름을 바꾸고 색즉시공2에도 출연했다. 2010년에는 앨범 《난 여자가 됐어》를 발표하였다.
부활의 멤버이자 가수, 작곡가인 서재혁은 그의 외5촌 당숙이 된다.

## 학창생활
서대전고등학교 재학시 해당 고등학교에는 유명한 3인방이 있었는데 별명이 미스리 (이대학), 오마담, 그리고 한명 더 있었다.
버스를 타고 다녔던 미스리 (이대학)은 버스 손잡이가 더럽다며 손수건을 꺼내 붙잡곤 했었다. 유명한 대사가 있는데 바로 "아이 더러워"이다.
이 글을 쓰는 작자는 바로 그 광경을 옆에서 목격한 1년 후배이다.

## 활동

### 초기 활동
이시연은 1980년 이대학이라는 이름으로 시계 제조 회사를 경영하는 아버지 슬하의 장남으로 태어났다. 형제로는 몇년 연하의 남동생이 있다. 어린 시절 성적 정체성에 의문을 품게 되었는데, 이는 후일 그가 성전환 수술을 받는 계기가 되었다.
성 정체성에 대한 고민은 중학교때부터 시작됐다고 한다. 스포츠와 여자에는 전혀 동하지 않고 오히려 남자 또래들에게 관심이 가는 자신을 보면서 남들과 다르다고 여겼다. "일부러 여자의 벗은 사진을 보았지만 전혀 감흥이 없었다"고 당시를 회상했다. "여자를 봐도 아무런 느낌이 없는" 자신의 모습이 "다른 남자아이들과 다르다는 걸 알게 됐다"는 것이다. 후일 이대학은 성전환 수술을 택한 동기에 대해 "중학교 시절부터 성정체성에 대해 의심했다. 결국 내가 너무 싫어졌고 자살을 생각했다"며 "자살하려고 준비까지 했다가 이왕 죽을 거 살아보자 싶어서 돈을 모아 수술을 했다" 고 밝혔다.
1998년 시계 제조사를 운영하던 아버지가 IMF때 부도를 맞으면서 가산은 급격히 기울었다.

### 모델 활동
1999년 3월 대전대학교 패션디자인학과에 입학하였다. 이후 모델로 데뷔하고 이후 자유롭게 이런저런 옷을 입고 메이크업을 하는 등 패션 관련 일을 하면서 그는 "행복했다"고 한다. 그러나 학업을 중도에 멈추고 그는 생업을 위해 패션 모델계로 뛰어들었다. 여성복을 가끔 입으면서 모델계에서 입소문이 나기 시작했다.
1999년 5월 안티미스코리아 대회에 출전하였다. 2001년 5월의 제3회 안티미스코리아 대회에도 출전하였으며, 이때는 방송에 그가 안티 미스코리아 대회에 출전한 사연이 소개되었다. 그해 3월 서울컬렉션으로 데뷔하여 모델이 되었고, SFAA 콜렉션에도 출전하였으며, 영화배우로도 활동하였다.
2001년 여성복 모델로 활동하였다. 언론 인터뷰에서 그는 "여자옷을 입고 당당하게 무대에 선다. 이유는 간단하다. 신체조건과 감성이 여자옷을 잘 소화하기 때문이다."라고 밝혔다.

### 영화, 방송 활동
2001년 영화 《두사부일체》에 캐스팅되어 여성스러운 남성 주인공 신진, 허리수 역을 맡았다. 2002년 SBS 《토요일이 온다》에 출연하고 SBS 라디오 《김동완의 1010클럽》에도 출연하였으며, 2007년 11월 tvN 《아찔한 소개팅》에도 출연하였다. 2003년부터는 텔레비전 드라마에도 캐스팅되어 활동 중이다. 그밖에 여성복 모델로도 활동했다. 2007년 영화 《색즉시공 시즌 2》에 캐스팅되어 출연하였다. 2007년 성전환 수술을 받고 여성이 되었다. 그해 11월 8일 《색즉시공 시즌 2》 상영을 전후하여 그의 성전환 사실이 외부에 알려져 며칠간 칩거했다가 모습을 드러내기도 했다.
당시 한국일보 인터뷰에서 기자가 성전환 수술을 결심한 계기를 묻자 "영화 <천하장사 마돈나>를 보면 이런 대사가 나온다. '뭔가 되고 싶은 게 아니라 살고 싶은 것이다'. 단지 내가 원하는 삶을 살고 싶었고 행복하고 싶다"고 밝혔다.
2007년 12월 성별 정정 및 개명을 준비하였다. 이후 이름을 이대학에서 이시연으로 개명하였다.
이후 대전대학교 패션디자인과를 졸업하였다. 2009년 가수 앤디의 음반에도 참여하였고, 2010년에는 자신의 음반 《난 여자가 됐어》를 출시했다.

## 학력
- 서대전고등학교 (1996년)
- 대전대학교 패션디자인학과 졸업(1999학번)

## 경력
- 1999년 5월 제1회 안티미스코리아대회 출전
- 2001년 5월 제3회 안티미스코리아대회 출전[7]
- 2001년 패션쇼 '서울컬렉션'으로 데뷔

## 출연작

### 방송
- 2002년 《토요일이 온다》, SBS
- 2002년 《김동완의 1010클럽》, SBS 라디오
- 2007년 《아찔한 소개팅》, tvN
- 2008년 《이재용 정선희의 기분 좋은 날》, MBC
- 2011년 《JOY 토크쇼 'XY그녀'》, KBS2

### 영화
- 2008년 《더 게임》
- 2007년 《색즉시공 시즌 2》 ... 대학 역
- 2002년 《색즉시공》 ... 이대학 역
- 2001년 《두사부일체》 ... 신진, 허리수 역

### 텔레비전 드라마
- 2003년 《상두야 학교가자》 KBS2
- 2005년 ~ 2006년 《하늘이시여》 SBS
- 2007년 《경성스캔들》 KBS2

### 기타 공연
- 2001년 2001 서울콜렉션 모델
- 2001년 SFAA콜렉션 모델
- 2009년 앤디의 앨범 《2집 Single Man》 녹화에 참여

### 앨범
- 2010년 《난 여자가 됐어》

## 논란
2007년 연예인으로 활동 중 성전환 수술을 하였다. 그녀는 방송활동 중 성전환 수술을 받은 최초의 연예인이다. 하리수의 데뷔, 홍석천의 커밍아웃 당시와 같이 엄청난 악플과 조롱에 시달렸으나 이를 극복하고 2007년 다시 무대에 서게 된다.
2012년 무렵 한때 이시연의 연관 검색어에는 ‘이시연 사망’이라는 단어가 가장 먼저 뜨고 있어 여러 가지 추측이 나돌았다. '결정적 한방' 팀의 확인 결과, 이시연은 현재 서울 학동사거리 인근에 위치한 클럽 ‘믹스트랜스’에서 활동하며 무대에 서고 있었다.

## 기타
- 록밴드 부활의 베이시스트 서재혁은 이시연의 외할머니 동생의 아들, 즉 이시연에게 서재혁은 외5촌 당숙이다.[15]

- 그는 연예인 활동 중 성전환 1호 연예인이다.[16]

## 같이 보기
- 하리수
- 홍석천
- 진싱